# Lieusaint, Manche

Lieusaint este o comună în departamentul Manche, Franța. În 1 ianuarie 2022 avea o populație de 400 de locuitori.